# Collegio elettorale di Vittorio Veneto - Montebelluna
Il collegio di Vittorio Veneto-Montebelluna fu un collegio elettorale uninominale della Repubblica Italiana appartenente alla circoscrizione Veneto; fu utilizzato per eleggere un senatore della Repubblica dalla I alla XI legislatura.

## Storia
Il collegio venne creato nel 1948 secondo la legge n. 29 del 6 febbraio 1948 la quale, pur basandosi sull'impianto proporzionale in vigore per la Camera, rispetto a quest'ultima conteneva alcuni piccoli correttivi in senso maggioritario. Tale legge ebbe il suo definitivo perfezionamento col Testo Unico n. 361 del 1957. Differentemente dalla Camera, la legge elettorale del Senato si articolava su base regionale, seguendo il dettato costituzionale (art.57). Ogni Regione era suddivisa in tanti collegi uninominali quanti erano i seggi ad essa assegnati. All'interno di ciascun collegio, veniva eletto il candidato che avesse raggiunto il quorum del 65% delle preferenze: tale soglia, oggettivamente di difficilissimo conseguimento, tradiva l'impianto proporzionale su cui era concepito anche il sistema elettorale della Camera Alta. Qualora, come normalmente avveniva, nessun candidato avesse conseguito l'elezione, i voti di tutti i candidati venivano raggruppati in liste di partito a livello regionale, dove i seggi venivano allocati utilizzando il metodo D'Hondt delle maggiori medie statistiche e quindi, all'interno di ciascuna lista, venivano dichiarati eletti i candidati con le migliori percentuali di preferenza.
Il collegio di Vittorio Veneto-Montebelluna venne abrogato nel 1993, con la cosiddetta Legge Mattarella (Legge n. 276, Norme per l'elezione del Senato della Repubblica), attuata in seguito al referendum abrogativo del 1993. Con la legge Mattarella venne istituito per la Camera dei deputati e per il Senato della Repubblica un sistema di elezione misto, in parte maggioritario e in parte proporzionale. Il 75% dei parlamentari dell'assemblea veniva eletto in collegi uninominali tramite sistema maggioritario a turno unico; il restante 25% al Senato veniva eletto tramite recupero proporzionale dei più votati non eletti attraverso un meccanismo di calcolo denominato "scorporo", cioè sottraendo dal conteggio dei voti totali di una lista nella parte proporzionale i voti ottenuti dai candidati collegati alla medesima lista che erano eletti nei collegi uninominali con il sistema maggioritario.

### Territorio
Il collegio di Vittorio Veneto-Montebelluna era uno dei 19 collegi uninominali in cui era suddivisa il Veneto; era compreso nelle provincie di Belluno e di Treviso e comprendeva i seguenti comuni: Alano di Piave, Altivole, Arcade, Asolo, Borso del Grappa, Caerano di San Marco, Cappella Maggiore, Castelcucco, Cavaso del Tomba, Cison di Valmarino, Colle Umberto, Cordignano, Cornuda, Crespano del Grappa, Crocetta del Montello, Farra di Soligo, Follina, Fonte, Fregona, Limana, Maser, Miane, Monfumo, Montebelluna, Moriago della Battaglia, Motta di Livenza, Paderno del Grappa, Pederobba, Possagno, Quero, Revine Lago, San Zenone degli Ezzelini, Sarmede, Segusino, Sernaglia della Battaglia, Tarzo, Trevignano, Trichiana, Valdobbiadene, Vas, Vidor, Vittorio Veneto e Volpago del Montello.

## Dati elettorali

### I legislatura
|                               | Carlo Grava ✔️ Eletto | Democrazia Cristiana                             | 72 289  | 71,38 |  |  |  |  |  |
|                               | Giovanni Podelmengo   | Fronte Democratico Popolare                      | 14 209  | 14,03 |  |  |  |  |  |
|                               | Giuseppe Faraone      | Unità Socialista - Partito Repubblicano Italiano | 11 618  | 11,47 |  |  |  |  |  |
|                               | Antonio Graziosi      | Blocco Nazionale                                 | 3 153   | 3,11  |  |  |  |  |  |
| Totale                        | Totale                | Totale                                           | 101 269 | 100   |  |  |  |  |  |
|                               |                       |                                                  |         |       |  |  |  |  |  |
| Voti non validi               | Voti non validi       | Voti non validi                                  | 5 902   | 5,51  |  |  |  |  |  |
| Votanti                       | Votanti               | Votanti                                          | 107 171 | 91,39 |  |  |  |  |  |
| Elettori                      | Elettori              | Elettori                                         | 117 274 |       |  |  |  |  |  |
|                               |                       |                                                  |         |       |  |  |  |  |  |
| Data: 18 aprile 1948          |                       |                                                  |         |       |  |  |  |  |  |
| Fonte: Ministero dell'interno |                       |                                                  |         |       |  |  |  |  |  |

### II legislatura
|                                                                                | Carlo Grava ✔️ Eletto | Democrazia Cristiana                    | 66 384  | 64,17 |  |  |  |  |  |
|                                                                                | Pietro Dal Vecchio    | Partito Comunista Italiano              | 9 301   | 8,99  |  |  |  |  |  |
|                                                                                | Ferruccio Faggin      | Partito Socialista Italiano             | 9 251   | 8,94  |  |  |  |  |  |
|                                                                                | Giulio Marino         | Partito Socialista Democratico Italiano | 7 589   | 7,34  |  |  |  |  |  |
|                                                                                | Aldo Marinotti        | Partito Nazionale Monarchico            | 4 443   | 4,29  |  |  |  |  |  |
|                                                                                | Alessandro Dudan      | Movimento Sociale Italiano              | 2 405   | 2,32  |  |  |  |  |  |
|                                                                                | Angelo Zanchetta      | Unità Popolare                          | 1 908   | 1,84  |  |  |  |  |  |
|                                                                                | Umberto Dalla Rosa    | Partito Repubblicano Italiano           | 1 744   | 1,69  |  |  |  |  |  |
|                                                                                | Nazzareno Meneghetti  | Alleanza Democratica Nazionale          | 421     | 0,41  |  |  |  |  |  |
| Totale                                                                         | Totale                | Totale                                  | 103 446 | 100   |  |  |  |  |  |
|                                                                                |                       |                                         |         |       |  |  |  |  |  |
| Voti non validi                                                                | Voti non validi       | Voti non validi                         | 5 398   | 4,96  |  |  |  |  |  |
| Votanti                                                                        | Votanti               | Votanti                                 | 108 844 | 91,50 |  |  |  |  |  |
| Elettori                                                                       | Elettori              | Elettori                                | 118 960 |       |  |  |  |  |  |
|                                                                                |                       |                                         |         |       |  |  |  |  |  |
| Nota: quorum del 65% non raggiunto; ripartizione dei seggi a livello regionale |                       |                                         |         |       |  |  |  |  |  |
| Data: 7 giugno 1953                                                            |                       |                                         |         |       |  |  |  |  |  |
| Fonte: Ministero dell'interno                                                  |                       |                                         |         |       |  |  |  |  |  |

### III legislatura
|                               | Carlo Grava ✔️ Eletto                | Democrazia Cristiana                    | 69 710  | 65,46 |  |  |  |  |  |
|                               | Antonio Mazza                        | Partito Socialista Italiano             | 13 651  | 12,82 |  |  |  |  |  |
|                               | Vittorio Della Porta                 | Partito Socialista Democratico Italiano | 8 694   | 8,16  |  |  |  |  |  |
|                               | Giuseppe Gaddi                       | Partito Comunista Italiano              | 6 879   | 6,46  |  |  |  |  |  |
|                               | Sergio Santorio                      | Partito Liberale Italiano               | 2 894   | 2,72  |  |  |  |  |  |
|                               | Alberto Da Ros                       | PNM - MSI                               | 2 411   | 2,26  |  |  |  |  |  |
|                               | Silvio Armellini                     | PRI - PR                                | 1 314   | 1,23  |  |  |  |  |  |
|                               | Angelo Pozza de Capogrosso Cavagnini | Partito Monarchico Popolare             | 945     | 0,89  |  |  |  |  |  |
| Totale                        | Totale                               | Totale                                  | 106 498 | 100   |  |  |  |  |  |
|                               |                                      |                                         |         |       |  |  |  |  |  |
| Voti non validi               | Voti non validi                      | Voti non validi                         | 4 685   | 4,21  |  |  |  |  |  |
| Votanti                       | Votanti                              | Votanti                                 | 111 183 | 89,91 |  |  |  |  |  |
| Elettori                      | Elettori                             | Elettori                                | 123 664 |       |  |  |  |  |  |
|                               |                                      |                                         |         |       |  |  |  |  |  |
| Data: 25 maggio 1958          |                                      |                                         |         |       |  |  |  |  |  |
| Fonte: Ministero dell'interno |                                      |                                         |         |       |  |  |  |  |  |

### IV legislatura
|                                                                                | Carlo Grava ✔️ Eletto | Democrazia Cristiana                    | 66 282  | 61,40 |  |  |  |  |  |
|                                                                                | M. Fenato             | Partito Socialista Italiano             | 14 578  | 13,50 |  |  |  |  |  |
|                                                                                | A. Capparelli         | Partito Socialista Democratico Italiano | 10 158  | 9,41  |  |  |  |  |  |
|                                                                                | Ugo Marchesi          | Partito Comunista Italiano              | 9 980   | 9,25  |  |  |  |  |  |
|                                                                                | Silvio Santorio       | Partito Liberale Italiano               | 4 252   | 3,94  |  |  |  |  |  |
|                                                                                | E. Pellinghelli       | Movimento Sociale Italiano              | 1 869   | 1,73  |  |  |  |  |  |
|                                                                                | A. Zardo              | Partito Repubblicano Italiano           | 828     | 0,77  |  |  |  |  |  |
| Totale                                                                         | Totale                | Totale                                  | 107 947 | 100   |  |  |  |  |  |
|                                                                                |                       |                                         |         |       |  |  |  |  |  |
| Voti non validi                                                                | Voti non validi       | Voti non validi                         | 4 894   | 4,34  |  |  |  |  |  |
| Votanti                                                                        | Votanti               | Votanti                                 | 112 841 | 90,46 |  |  |  |  |  |
| Elettori                                                                       | Elettori              | Elettori                                | 124 737 |       |  |  |  |  |  |
|                                                                                |                       |                                         |         |       |  |  |  |  |  |
| Nota: quorum del 65% non raggiunto; ripartizione dei seggi a livello regionale |                       |                                         |         |       |  |  |  |  |  |
| Data: 28 aprile 1963                                                           |                       |                                         |         |       |  |  |  |  |  |
| Fonte: Ministero dell'interno                                                  |                       |                                         |         |       |  |  |  |  |  |

### V legislatura
|                                                                                | Antonio Mazzarolli ✔️ Eletto | Democrazia Cristiana          | 67 539  | 60,55 |  |  |  |  |  |
|                                                                                | L. Marinelli                 | PSI-PSDI Unificati            | 18 441  | 16,53 |  |  |  |  |  |
|                                                                                | F. Pizzolato                 | PCI - PSIUP                   | 17 242  | 15,46 |  |  |  |  |  |
|                                                                                | F. Ferrero                   | Partito Liberale Italiano     | 5 051   | 4,53  |  |  |  |  |  |
|                                                                                | E. Pellinghelli              | MSI - PDIUM                   | 1 898   | 1,70  |  |  |  |  |  |
|                                                                                | A. Bianchetti                | Partito Repubblicano Italiano | 1 368   | 1,23  |  |  |  |  |  |
| Totale                                                                         | Totale                       | Totale                        | 111 539 | 100   |  |  |  |  |  |
|                                                                                |                              |                               |         |       |  |  |  |  |  |
| Voti non validi                                                                | Voti non validi              | Voti non validi               | 6 755   | 5,71  |  |  |  |  |  |
| Votanti                                                                        | Votanti                      | Votanti                       | 118 294 | 91,98 |  |  |  |  |  |
| Elettori                                                                       | Elettori                     | Elettori                      | 128 604 |       |  |  |  |  |  |
|                                                                                |                              |                               |         |       |  |  |  |  |  |
| Nota: quorum del 65% non raggiunto; ripartizione dei seggi a livello regionale |                              |                               |         |       |  |  |  |  |  |
| Data: 19 maggio 1968                                                           |                              |                               |         |       |  |  |  |  |  |
| Fonte: Ministero dell'interno                                                  |                              |                               |         |       |  |  |  |  |  |

### VI legislatura
|                                                                                | Antonio Mazzarolli ✔️ Eletto | Democrazia Cristiana                    | 70 494  | 59,15 |  |  |  |  |  |
|                                                                                | I. Dalla Costa               | PCI - PSIUP                             | 15 988  | 13,41 |  |  |  |  |  |
|                                                                                | P. Roberto                   | Partito Socialista Italiano             | 12 674  | 10,63 |  |  |  |  |  |
|                                                                                | Walter Garavelli             | Partito Socialista Democratico Italiano | 9 732   | 8,17  |  |  |  |  |  |
|                                                                                | U. Gava                      | Partito Liberale Italiano               | 4 365   | 3,66  |  |  |  |  |  |
|                                                                                | S. Poli                      | Movimento Sociale Italiano              | 3 188   | 2,67  |  |  |  |  |  |
|                                                                                | A. Colognese                 | Partito Repubblicano Italiano           | 2 746   | 2,30  |  |  |  |  |  |
| Totale                                                                         | Totale                       | Totale                                  | 119 187 | 100   |  |  |  |  |  |
|                                                                                |                              |                                         |         |       |  |  |  |  |  |
| Voti non validi                                                                | Voti non validi              | Voti non validi                         | 5 171   | 4,16  |  |  |  |  |  |
| Votanti                                                                        | Votanti                      | Votanti                                 | 124 358 | 92,86 |  |  |  |  |  |
| Elettori                                                                       | Elettori                     | Elettori                                | 133 913 |       |  |  |  |  |  |
|                                                                                |                              |                                         |         |       |  |  |  |  |  |
| Nota: quorum del 65% non raggiunto; ripartizione dei seggi a livello regionale |                              |                                         |         |       |  |  |  |  |  |
| Data: 7 maggio 1972                                                            |                              |                                         |         |       |  |  |  |  |  |
| Fonte: Ministero dell'interno                                                  |                              |                                         |         |       |  |  |  |  |  |

### VII legislatura
|                                                                                | Francesco Fabbri ✔️ Eletto | Democrazia Cristiana                    | 71 594  | 57,19 |  |  |  |  |  |
|                                                                                | Arias Tiberio              | Partito Comunista Italiano              | 23 187  | 18,52 |  |  |  |  |  |
|                                                                                | Gennaro Acquaviva          | Partito Socialista Italiano             | 12 853  | 10,27 |  |  |  |  |  |
|                                                                                | Attilio De Vecchi          | Partito Socialista Democratico Italiano | 7 611   | 6,08  |  |  |  |  |  |
|                                                                                | Renzo Secco                | Partito Repubblicano Italiano           | 4 542   | 3,63  |  |  |  |  |  |
|                                                                                | Giovanni Battista Savoini  | Movimento Sociale Italiano              | 2 787   | 2,23  |  |  |  |  |  |
|                                                                                | Illes Sartor               | Partito Liberale Italiano               | 1 794   | 1,43  |  |  |  |  |  |
|                                                                                | Ugo Sandroni               | Partito Radicale                        | 818     | 0,65  |  |  |  |  |  |
| Totale                                                                         | Totale                     | Totale                                  | 125 186 | 100   |  |  |  |  |  |
|                                                                                |                            |                                         |         |       |  |  |  |  |  |
| Voti non validi                                                                | Voti non validi            | Voti non validi                         | 4 574   | 3,52  |  |  |  |  |  |
| Votanti                                                                        | Votanti                    | Votanti                                 | 129 760 | 93,81 |  |  |  |  |  |
| Elettori                                                                       | Elettori                   | Elettori                                | 138 322 |       |  |  |  |  |  |
|                                                                                |                            |                                         |         |       |  |  |  |  |  |
| Nota: quorum del 65% non raggiunto; ripartizione dei seggi a livello regionale |                            |                                         |         |       |  |  |  |  |  |
| Data: 20 giugno 1976                                                           |                            |                                         |         |       |  |  |  |  |  |
| Fonte: Ministero dell'interno                                                  |                            |                                         |         |       |  |  |  |  |  |

### VIII legislatura
|                                                                                | Angelo Pavan ✔️ Eletto    | Democrazia Cristiana                         | 70 001  | 55,71 |  |  |  |  |  |
|                                                                                | O. Ferreri                | Partito Comunista Italiano                   | 22 822  | 18,16 |  |  |  |  |  |
|                                                                                | A. Pazzaia                | Partito Socialista Italiano                  | 12 011  | 9,56  |  |  |  |  |  |
|                                                                                | L. Casellato              | Partito Socialista Democratico Italiano      | 7 794   | 6,20  |  |  |  |  |  |
|                                                                                | E. Tapparelli             | Partito Repubblicano Italiano                | 5 357   | 4,26  |  |  |  |  |  |
|                                                                                | Giovanni Battista Savoini | Movimento Sociale Italiano                   | 2 640   | 2,10  |  |  |  |  |  |
|                                                                                | G. Gelmi                  | Partito Liberale Italiano                    | 2 412   | 1,92  |  |  |  |  |  |
|                                                                                | Giuliana Danieli Sandroni | Partito Radicale - Nuova Sinistra Unita      | 2 062   | 1,64  |  |  |  |  |  |
|                                                                                | G. Cason                  | Costituente di Destra - Democrazia Nazionale | 544     | 0,43  |  |  |  |  |  |
| Totale                                                                         | Totale                    | Totale                                       | 125 643 | 100   |  |  |  |  |  |
|                                                                                |                           |                                              |         |       |  |  |  |  |  |
| Voti non validi                                                                | Voti non validi           | Voti non validi                              | 6 308   | 4,78  |  |  |  |  |  |
| Votanti                                                                        | Votanti                   | Votanti                                      | 131 951 | 90,35 |  |  |  |  |  |
| Elettori                                                                       | Elettori                  | Elettori                                     | 146 038 |       |  |  |  |  |  |
|                                                                                |                           |                                              |         |       |  |  |  |  |  |
| Nota: quorum del 65% non raggiunto; ripartizione dei seggi a livello regionale |                           |                                              |         |       |  |  |  |  |  |
| Data: 3 giugno 1979                                                            |                           |                                              |         |       |  |  |  |  |  |
| Fonte: Ministero dell'interno                                                  |                           |                                              |         |       |  |  |  |  |  |

### IX legislatura
|                                                                                | Angelo Pavan ✔️ Eletto     | Democrazia Cristiana                    | 59 900  | 47,67 |  |  |  |  |  |
|                                                                                | Tiberio Arias              | Partito Comunista Italiano              | 20 639  | 16,42 |  |  |  |  |  |
|                                                                                | Guido Tonietto             | Partito Socialista Italiano             | 12 378  | 9,85  |  |  |  |  |  |
|                                                                                | Graziano Girardi ✔️ Eletto | Liga Veneta                             | 9 913   | 7,89  |  |  |  |  |  |
|                                                                                | Francesco Rotella          | Partito Repubblicano Italiano           | 6 764   | 5,38  |  |  |  |  |  |
|                                                                                | Attilio De Vecchi          | Partito Socialista Democratico Italiano | 5 731   | 4,56  |  |  |  |  |  |
|                                                                                | Giacomo Caldart            | Partito Liberale Italiano               | 3 562   | 2,83  |  |  |  |  |  |
|                                                                                | Giovanni Battista Savoini  | Movimento Sociale Italiano              | 3 492   | 2,78  |  |  |  |  |  |
|                                                                                | Giovanni Paglialonga       | Partito Radicale                        | 1 898   | 1,51  |  |  |  |  |  |
|                                                                                | Fulvio Bernardi            | Democrazia Proletaria                   | 1 380   | 1,10  |  |  |  |  |  |
| Totale                                                                         | Totale                     | Totale                                  | 125 657 | 100   |  |  |  |  |  |
|                                                                                |                            |                                         |         |       |  |  |  |  |  |
| Voti non validi                                                                | Voti non validi            | Voti non validi                         | 8 469   | 6,31  |  |  |  |  |  |
| Votanti                                                                        | Votanti                    | Votanti                                 | 134 126 | 88,77 |  |  |  |  |  |
| Elettori                                                                       | Elettori                   | Elettori                                | 151 090 |       |  |  |  |  |  |
|                                                                                |                            |                                         |         |       |  |  |  |  |  |
| Nota: quorum del 65% non raggiunto; ripartizione dei seggi a livello regionale |                            |                                         |         |       |  |  |  |  |  |
| Data: 26 giugno 1983                                                           |                            |                                         |         |       |  |  |  |  |  |
| Fonte: Ministero dell'interno                                                  |                            |                                         |         |       |  |  |  |  |  |

### X legislatura
|                                                                                | Angelo Pavan ✔️ Eletto    | Democrazia Cristiana                    | 62 314  | 47,10 |  |  |  |  |  |
|                                                                                | Giorgio Pizzol ✔️ Eletto  | Partito Socialista Italiano             | 21 445  | 16,21 |  |  |  |  |  |
|                                                                                | G. Menegon                | Partito Comunista Italiano              | 18 873  | 14,27 |  |  |  |  |  |
|                                                                                | G. Zilli                  | Liga Veneta-Pensionati Uniti            | 6 395   | 4,83  |  |  |  |  |  |
|                                                                                | Battista Zardet           | Partito Repubblicano Italiano           | 4 361   | 3,30  |  |  |  |  |  |
|                                                                                | A. Capparelli             | Partito Socialista Democratico Italiano | 3 887   | 2,94  |  |  |  |  |  |
|                                                                                | Giovanni Battista Savoini | Movimento Sociale Italiano              | 3 651   | 2,76  |  |  |  |  |  |
|                                                                                | R. Masobello              | Lista Verde                             | 3 413   | 2,58  |  |  |  |  |  |
|                                                                                | G. Caldart                | Partito Liberale Italiano               | 3 385   | 2,56  |  |  |  |  |  |
|                                                                                | Alessandro Tessari        | Partito Radicale                        | 2 599   | 1,96  |  |  |  |  |  |
|                                                                                | G. Buratto                | Democrazia Proletaria                   | 1 752   | 1,32  |  |  |  |  |  |
|                                                                                | L. Contento               | Alleanza Popolare Pensionati            | 227     | 0,17  |  |  |  |  |  |
| Totale                                                                         | Totale                    | Totale                                  | 132 302 | 100   |  |  |  |  |  |
|                                                                                |                           |                                         |         |       |  |  |  |  |  |
| Voti non validi                                                                | Voti non validi           | Voti non validi                         | 7 266   | 5,21  |  |  |  |  |  |
| Votanti                                                                        | Votanti                   | Votanti                                 | 139 568 | 88,91 |  |  |  |  |  |
| Elettori                                                                       | Elettori                  | Elettori                                | 156 968 |       |  |  |  |  |  |
|                                                                                |                           |                                         |         |       |  |  |  |  |  |
| Nota: quorum del 65% non raggiunto; ripartizione dei seggi a livello regionale |                           |                                         |         |       |  |  |  |  |  |
| Data: 14 giugno 1987                                                           |                           |                                         |         |       |  |  |  |  |  |
| Fonte: Ministero dell'interno                                                  |                           |                                         |         |       |  |  |  |  |  |

### XI legislatura
|                                                                                | Angelo Pavan ✔️ Eletto       | Democrazia Cristiana                    | 46 670  | 33,22 |  |  |  |  |  |
|                                                                                | Antonio Serena ✔️ Eletto     | Lega Lombarda                           | 30 388  | 21,63 |  |  |  |  |  |
|                                                                                | Bruno Marchetti              | Partito Socialista Italiano             | 13 709  | 9,76  |  |  |  |  |  |
|                                                                                | Renato Donazzon              | Partito Democratico della Sinistra      | 10 011  | 7,13  |  |  |  |  |  |
|                                                                                | Brandolino Brandolini d'Adda | Lega Autonomia Veneta                   | 8 548   | 6,08  |  |  |  |  |  |
|                                                                                | Giuseppe Bortoluzzi          | Partito Repubblicano Italiano           | 6 319   | 4,50  |  |  |  |  |  |
|                                                                                | Annibale Tommasel            | Partito della Rifondazione Comunista    | 4 297   | 3,06  |  |  |  |  |  |
|                                                                                | Bruno Battistella            | Federazione dei Verdi                   | 3 251   | 2,31  |  |  |  |  |  |
|                                                                                | Paolo Massaro                | Movimento Veneto Regione Autonoma       | 3 247   | 2,31  |  |  |  |  |  |
|                                                                                | Paolo Barbieri               | Movimento Sociale Italiano              | 3 095   | 2,20  |  |  |  |  |  |
|                                                                                | Giorgio Gallina              | Union Veneto                            | 2 719   | 1,94  |  |  |  |  |  |
|                                                                                | Carlo Zanatta                | Partito Liberale Italiano               | 2 215   | 1,58  |  |  |  |  |  |
|                                                                                | Arturo Bernardi              | Partito Socialista Democratico Italiano | 1 904   | 1,36  |  |  |  |  |  |
|                                                                                | Giuseppe Lucchetta           | Sì Referendum                           | 1 282   | 0,91  |  |  |  |  |  |
|                                                                                | Andrea Nicoli                | Partito Pensionati                      | 1 149   | 0,82  |  |  |  |  |  |
|                                                                                | Giovanni Battista Riberti    | Verdi Federalisti                       | 934     | 0,66  |  |  |  |  |  |
|                                                                                | Ottavio Maggiolo             | Caccia Pesca Ambiente                   | 643     | 0,46  |  |  |  |  |  |
|                                                                                | Filippo Garoldini            | Federalismo - Pensionati Uomini Vivi    | 97      | 0,07  |  |  |  |  |  |
| Totale                                                                         | Totale                       | Totale                                  | 140 478 | 100   |  |  |  |  |  |
|                                                                                |                              |                                         |         |       |  |  |  |  |  |
| Voti non validi                                                                | Voti non validi              | Voti non validi                         | 6 330   | 4,31  |  |  |  |  |  |
| Votanti                                                                        | Votanti                      | Votanti                                 | 146 808 | 87,66 |  |  |  |  |  |
| Elettori                                                                       | Elettori                     | Elettori                                | 167 472 |       |  |  |  |  |  |
|                                                                                |                              |                                         |         |       |  |  |  |  |  |
| Nota: quorum del 65% non raggiunto; ripartizione dei seggi a livello regionale |                              |                                         |         |       |  |  |  |  |  |
| Data: 5 aprile 1992                                                            |                              |                                         |         |       |  |  |  |  |  |
| Fonte: Ministero dell'interno                                                  |                              |                                         |         |       |  |  |  |  |  |